# Југобанка
Југобанка је била банка у Србији и Југославији. Банка је затворена почетком 2002. године, заједно са још три велике српске банке, Београдском банком, Беобанком и Инвестбанком.